# Cappella di San Rocco delle Carceri
San Rocco delle Carceri è la chiesetta di san Rocco di Mondovì (Cuneo), detta impropriamente delle Carceri a causa dell'istituto di pena che sorgeva di fronte alla stessa fino a pochi anni fa. Il piccolo edificio a pianta esagonale venne costruito tra il 1630 ed il 1640 per voto popolare, con finanziamenti del Comune di Mondovì e di privati cittadini. All'epoca era inclusa nel chiostro a giardino dei frati zoccolanti.
La cappella è in stile rinascimentale, e da parecchi anni è chiusa al culto. All'interno è piacevole osservare il cornicione finemente decorato e l'originale pavimento di cotto del Seicento. Sulla parete vi era un affresco rappresentante la città di Mondovì all'epoca, con lo stemma del Comune, andato perduto con il tempo.